# 宮崎地方裁判所
宮崎地方裁判所（みやざきちほうさいばんしょ）は、宮崎県宮崎市にある日本の地方裁判所の一つで、宮崎県を管轄している。略称は、宮崎地裁（みやざきちさい）。日南、都城、延岡に支部を置いている。
管内には、本庁（宮崎市）、都城支部及び延岡支部の各所在地に検察審査会が、宮崎、日南、都城、延岡、西都、小林、日向及び高千穂の8箇所に簡易裁判所がそれぞれ置かれている。本項ではこれら簡易裁判所についても述べる。

## 所在地
- 本庁：宮崎県宮崎市旭2丁目3-13　北緯31度54分35.3秒 東経131度25分41.4秒 / 北緯31.909806度 東経131.428167度

（高裁宮崎支部、宮崎検察審査会、宮崎家庭裁判所、宮崎簡易裁判所併設）
- JR日豊線, 日南線, 宮崎空港線宮崎駅西側県庁方面へ徒歩15分，車5分または宮崎交通バス平和台行きで裁判所前下車。
- 日南支部：宮崎県日南市飫肥3丁目6-1　北緯31度37分43.3秒 東経131度21分18.4秒 / 北緯31.628694度 東経131.355111度

（宮崎家庭裁判所日南支部、日南簡易裁判所併設）
- JR日南線飫肥駅北側飫肥城方面へ徒歩20分，車7分
- 都城支部：宮崎県都城市八幡町2-3　北緯31度43分15.6秒 東経131度3分35.3秒 / 北緯31.721000度 東経131.059806度

（都城検察審査会、宮崎家庭裁判所都城支部、都城簡易裁判所併設）
- JR日豊線西都城駅東側市役所方面へ徒歩10分，車5分
- 延岡支部：宮崎県延岡市東本小路121　北緯32度34分51.3秒 東経131度39分51.3秒 / 北緯32.580917度 東経131.664250度

（延岡検察審査会、宮崎家庭裁判所延岡支部、延岡簡易裁判所併設）
- JR日豊線延岡駅西側城山公園方面へ徒歩30分，車15分または宮崎交通バスで南営業所行き若しくは保健福祉大学行きに乗車し，市役所前下車。
- 西都簡易裁判所：宮崎県西都市右松2519-1
JR日豊線佐土原駅西側又は高鍋駅東側西都原古墳群方面へ車30分、西都農協前バス停から徒歩2分。
- 小林簡易裁判所：宮崎県小林市真方112
JR吉都線小林駅北側須木方面（小林高校裏）へ徒歩20分・車10分。
- 日向簡易裁判所：宮崎県日向市南町8-7　北緯32度25分17.73秒 東経131度37分23.78秒 / 北緯32.4215917度 東経131.6232722度

（宮崎家庭裁判所日向出張所併設）
- JR日豊線日向市駅西側市役所方面へ徒歩10分・車5分。
- 高千穂簡易裁判所：宮崎県西臼杵郡高千穂町大字三田井118

（宮崎家庭裁判所高千穂出張所併設）
- 神代バス停から徒歩3分。

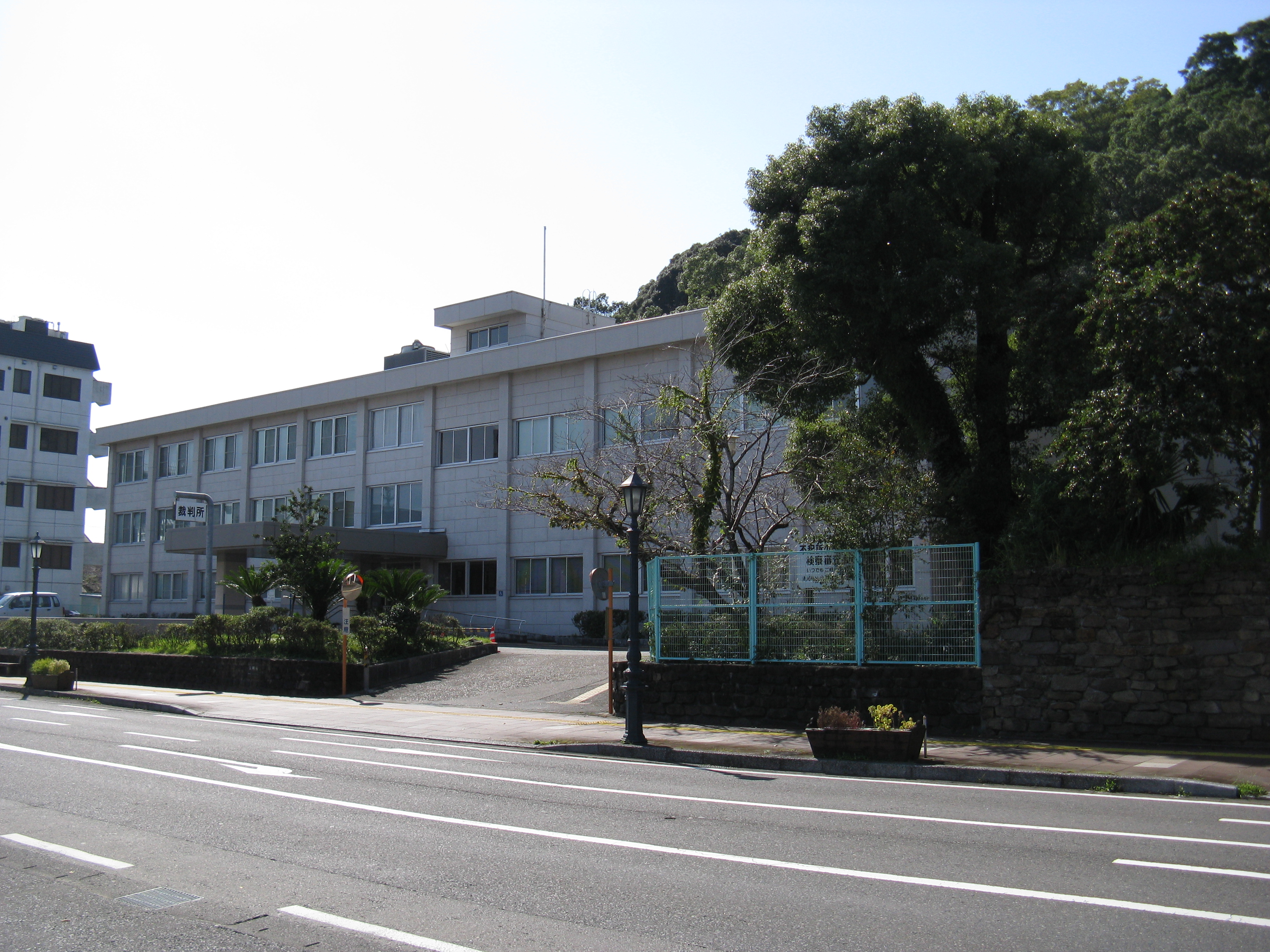
延岡支部
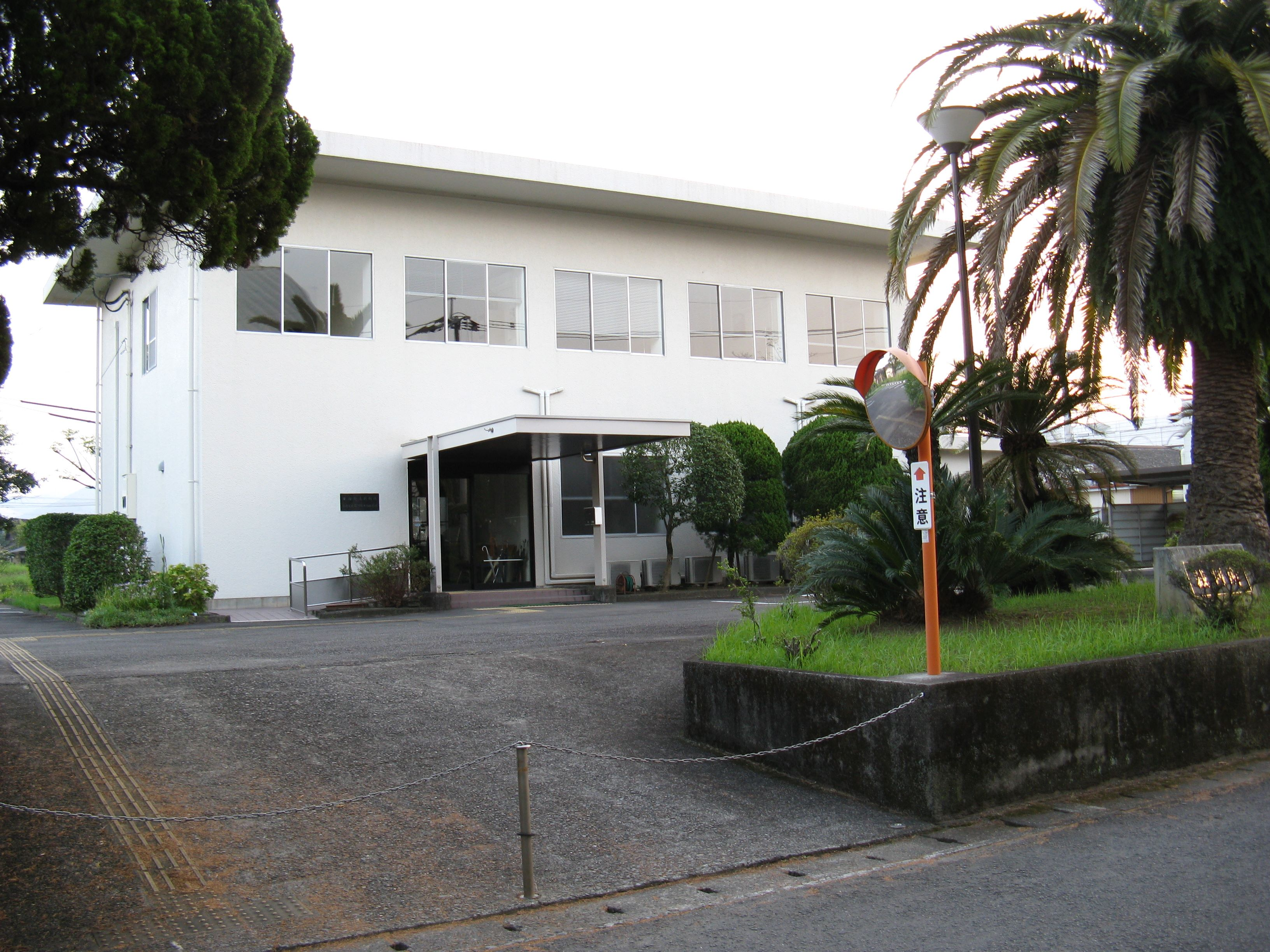
日向簡易裁判所

## 管轄
本庁
- 宮崎簡易裁判所
  - 宮崎市、東諸県郡国富町、綾町
- 西都簡易裁判所
  - 西都市、児湯郡高鍋町、新富町、西米良村、木城町、川南町、都農町

日南支部
- 日南簡易裁判所
  - 日南市、串間市

都城支部
- 都城簡易裁判所
  - 都城市、北諸県郡三股町
- 小林簡易裁判所
  - 小林市、えびの市、西諸県郡高原町

延岡支部
- 延岡簡易裁判所
  - 延岡市、東臼杵郡門川町、美郷町のうち旧北郷村
- 日向簡易裁判所
  - 日向市、東臼杵郡諸塚村、椎葉村、美郷町のうち旧南郷村・西郷村
- 高千穂簡易裁判所
  - 西臼杵郡高千穂町、日之影町、五ヶ瀬町

※ただし、行政事件、日南・都城の各支部管内の合議事件、日南支部管内の執行事件（不動産競売、債権、財産開示）は本庁で取り扱う。

## 歴代所長
（任期の後ろは後職）
- 赤井直揉（1913年4月 - 1919年7月 大審院判事）
- 綿引紳郎（1972年7月 - 1974年 東京高等裁判所判事）
- 松尾昭一（2006年6月 - 2008年2月 福岡高等裁判所部総括判事）
- 小山邦和（2008年2月 - 2009年12月 福岡高等裁判所部総括判事）
- 坂井満（2009年12月 - 2011年7月 大阪高等裁判所部総括判事）
- 一志泰滋（2011年7月 - 2013年6月 福岡高等裁判所部総括判事）
- 福崎伸一郎（2013年6月24日 - 2014年10月2日 福岡高等裁判所部総括判事）
- 市川正巳（2014年10月3日 - 2015年10月29日 依願退官）
- 須田啓之（2015年10月30日 - 2017年1月26日 福岡高等裁判所部総括判事）
- 山之内紀行（2017年1月27日 - 2018年1月1日 福岡高等裁判所部総括判事）